# Sapor II

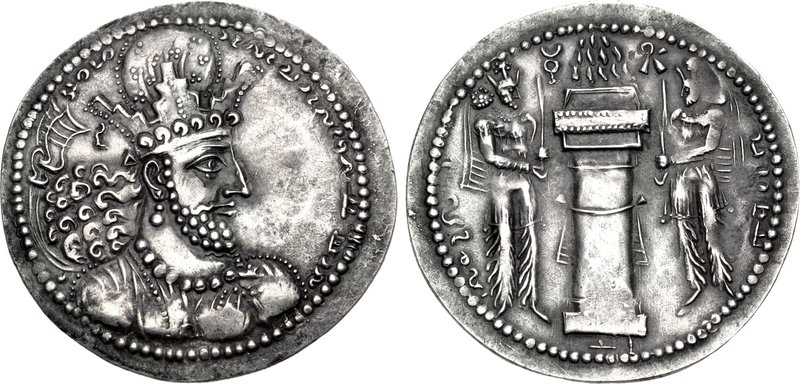
Nummus argenteus Sapor II.

Sapor II (a veces llamado Sapor II el Grande; en persa, شاپور دوم بزرگ) fue gobernante del Imperio sasánida a partir del 309 a 379. Durante su largo reinado, el Imperio sasánida vivió su primera era de oro desde el reinado de Sapor I (241-272). 

## Infancia temprana
Cuando el rey Ormuz II (302-309) murió, los magnates persas mataron a su hijo mayor (Adarnases) pocos meses después, cegaron al segundo, y encarcelaron al tercero (Ormuz, que se escapó luego al Imperio romano). El trono quedó reservado para el hijo por nacer de una de las esposas de Ormuz II, Ifra Hormizd, que sería el futuro Sapor II. Se dice que este pudo haber sido el único rey coronado en el útero, ya que la historia afirma que la corona fue colocada sobre el vientre de su madre mientras aun estaba embarazada. Durante la minoría de edad de Sapor II, el gobierno fue conducido por su madre y los magnates. Pero cuando Sapor fue mayor de edad, resultó ser uno de los monarcas más grandes de la dinastía. Con apenas 16 años, emprendió su primera campaña militar contra los árabes (325).

## Conquistas
En 337, antes de la muerte de Constantino I (324-337), Sapor II rompió la paz firmada en 297 entre Narsés (293-302) y el emperador Diocleciano (284-305), que había sido observada durante cuarenta años. Los veintiséis años de conflicto (337-363) comprendieron dos guerras, la primera de 337 a 350, durante las cuales Sapor II conquistó varias de las más importantes fortalezas de la Mesopotamia romana: Singara, Nísibis y Amida (Diarbekr).
El emperador romano Constancio II (353-361) fue derrotado en la batalla de Singara. A pesar de vencer en varias batallas Sapor II hizo pocos progresos; la potencia militar de su reino no era suficiente para mantener una ocupación duradera del territorio conquistado. Al mismo tiempo, los escitas y otras tribus centroasiáticas atacaron Persia desde el este pero, después de una lucha prolongada (353-358), fueron forzadas a firmar la paz y su rey, Grumbates, acompañó a Sapor II en la guerra contra los romanos. 
En 358 Sapor II estaba listo para su segunda guerra contra Roma que se desarrolló con mucho más éxito. En 359, Sapor II conquistó Amida después de un sitio de setenta y tres días, y tomó Singara y otras fortalezas en el año siguiente (360). En 363 el emperador Juliano II (361-363), al frente de un gran ejército, avanzó hacia la capital de Sapor II en Ctesifonte y derrotó un ejército superior de sasánidas en la batalla de Ctesifonte, pero fue muerto durante un enfrentamiento. Su sucesor Joviano (363-364) aceptó una paz ignominiosa, por la cual los distritos en el Tigris y el Nísibis (un total de cinco provincias romanas) fueron entregadas a los persas y los romanos prometieron no interferir más en Armenia. El gran éxito se representa en las esculturas en la roca cerca de la ciudad de Bisapor en Persis (Stolze, Persepolis, P. 141); en las cuales el caballo del rey pisa el cuerpo de un enemigo, probablemente Juliano, y un romano suplica al emperador Joviano que pida la paz. 
Sapor II posteriormente invadió Armenia, donde capturó al rey Arsaces II, el fiel aliado de los romanos, preso por traición y lo forzó a suicidarse. Entonces procuró introducir la ortodoxia del zoroastrismo en Armenia. Sin embargo, los nobles armenios se opusieron a él con éxito, apoyados secretamente por los romanos, que enviaron al rey Pap, el hijo de Arsaces II, a Armenia. La guerra con Roma amenazó con estallar de nuevo, pero Valente sacrificó al rey Pap, arreglando su asesinato en Tarso, donde había buscado refugio (374). Sapor II había conducido gran cantidad de cautivos del territorio romano a sus dominios, la mayor parte de los cuales fueron asentados en Susiana. Aquí reconstruyó Susa después de haber matado a los habitantes rebeldes de la ciudad. 
A su muerte en 379 el Imperio persa era más fuerte que nunca, considerablemente mayor que cuando ocupó el trono, los enemigos del Este habían sido pacificados, y Persia había ganado control sobre Armenia.

## Contribuciones
Durante el reinado de Sapor II, y como respuesta a la cristianización del Imperio romano bajo el reinado de Constantino I, se terminó la colección del Avesta, se castigaron la herejía y la apostasía, y se persiguió a los cristianos. Sapor II tuvo éxito en el este, donde fundó la gran ciudad Nishapur en Jorasán (Parthia del este). También fundó otras ciudades. 
| Predecesor: Adarnases | Rey del Imperio sasánida 309-379 | Sucesor: Ardacher II |